# Chaetodon trifascialis
Chaetodon trifascialis, conosciuto comunemente come pesce farfalla gallonato, appartiene alla specie dei pesci farfalla (famiglia dei Chaetodontidae) che si trova nella regione Indo-Pacifica dal Mar Rosso e dall’Africa fino alle Hawaii e alle Isole della Società.

## Descrizione
Gli adulti presentano un corpo allungato di colore bianco con linee strette “a galloni” e possono arrivare ai 18 centimetri di lunghezza. Gli esemplari giovani hanno una coda gialla ed un'ampia banda nera che si estende dal retro della pinna dorsale alla parte posteriore della pinna anale. Il motivo sulla coda ed il colore della parte posteriore del corpo cambiano drasticamente durante la crescita, con la coda che diventa completamente nera se non per una sottile linea gialla lungo i bordi e la parte posteriore del corpo che assume il colore di quella anteriore negli esemplari adulti.
Con il suo peculiare colore dipendente dall'età e la sua forma longilinea, questa specie è stata posta nel sottogenere monotipico Megaprotodon. I suoi parenti più stretti sembrano essere le specie dei sottogeneri Discochaetodon (ad esempio il Chaetodon octofasciatus) e Tetrachaetodon (ad esempio il Chaetodon speculum). Questi, e forse altri, sottogeneri utilizzerebbero Megaprotodon come nome del genere se Chaetodon venisse diviso.
Quella del Chaetodon Trifascialis è una specie territoriale che si trova in barriere coralline lagunari e marine poco profonde e semi-protette, strettamente associati a coralli tavola (Acropora), dei quali mangiano i polipi ed il muco. Possono essere trovati dai 2 ai 30 metri di profondità. Gli adulti possono essere visti nuotare da soli o (specialmente nella stagione dell'accoppiamento) in coppie, mentre gli esemplari giovani, riservati, si trovano lungo le ramificazioni coralline. Sono ovipari.